# Vorvaňovcovití
Vorvaňovcovití (Ziphiidae) je čeleď středně velkých ozubených kytovců s celosvětovým rozšířením. Rozeznává se 24 druhů v 6 rodech, přičemž k popisu nových druhů dochází i nadále (Mesoplodon eueu byl popsán teprve v roce 2021). Vorvaňovci měří od 4 do 12 m a jejich typickými znaky jsou malá trojúhelníková hřbetní ploutev posazená v zadní části hřbetu, ocas bez středového zářezu, úzké hrudní ploutve, vysoké čelo, prodloužené čelisti do zobákovitého útvaru a pár zubů (klů), které prorůstají z dolní čelisti a jsou viditelné i při zavřené tlamě. Jedná se o výborné potápěče, co tráví většinu života pod vodou. Vorvaňovec zobatý dokáže vydržet pod vodou i déle než 3 h a může se potopit i do hloubek až ke 3 km, což z něj činí nejvýkonnějšího potápěče mezi všemi savci. Vzhledem ke skrytému způsobu života vorvaňovců hluboko pod vodou a domnělé nízké početnosti se jedná o jednu z nejméně známých čeledí mezi všemi savci.

## Výskyt
Vorvaňovci se vyskytují ve vodách všech světových oceánů s výjimkou nejsevernějších oblastí Severního ledového oceánu. Většina druhů obývá pelagické vody, tzn. otevřená moře daleko od pobřeží. Výskyt vorvaňovců dále od pobřeží je dán hlavně tím, že preferují vody hlubší než 200 m, které se často u břehů nenachází. Nicméně např. u oceánských ostrůvků, kde voda bezprostředně u břehů může prudce klesat do stovek metrů, se mohou vyskytovat i těsně u pobřeží. Areál výskytu vorvaňovců je často odvozen na základě jedinců uvíznutých nebo vyplavených na mělčině, což nemusí reprezentovat jejich skutečný areál výskytu, jelikož vorvaňovec může být po smrti na moři vyplaven daleko od místa svého přirozeného výskytu.

## Popis

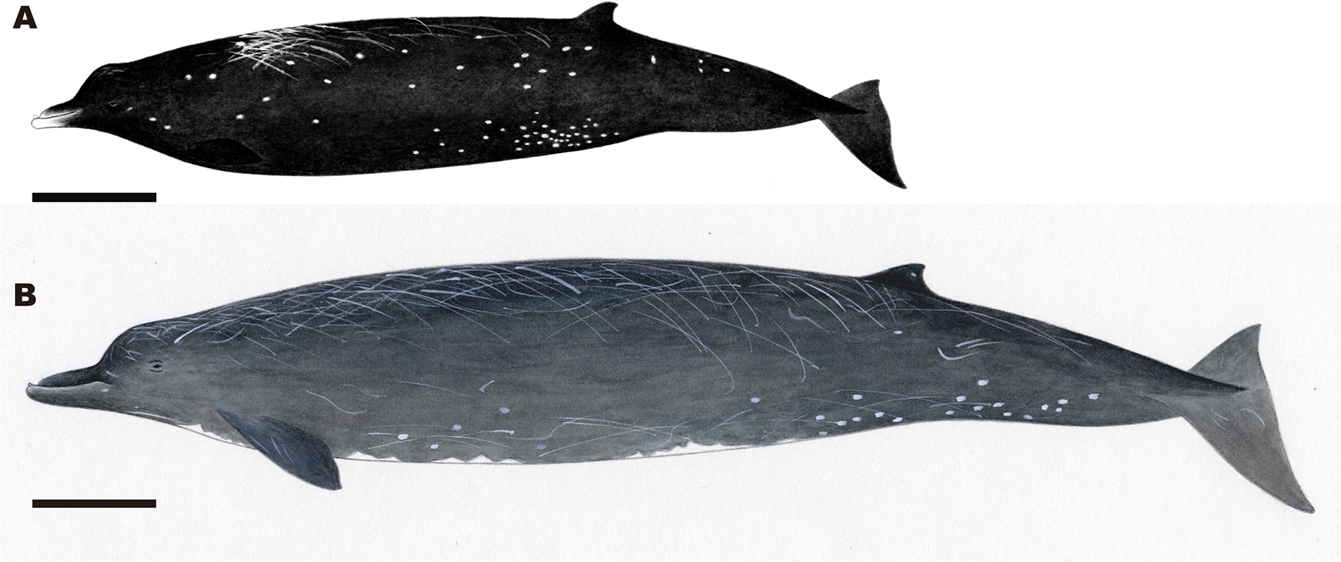
A) Berardius minimus a B) vorvaňovec velký

Vorvaňovci jsou středně velcí kytovci, jejichž délka se pohybuje od 4 (vorvaňovec pacifický) do 12 m (vorvaňovec velký). Barva těla je hnědá až šedá, mohou mít i bílé kontrastní znaky. K unikátním vnějším morfologickým znakům vorvaňovců, podle kterých lze rozlišovat mezi jednotlivými druhy, patří profil čela, délka čelistí zobáku (rypce) a tvar, velikosti a pozice zubů v rámci čelisti. Vorvaňovci mají většinou pouze jeden nebo dva páry zubů, které jsou typicky přítomny pouze u dospělých samců, které často vyčnívají z tlamy i při jejím zavření. Najdou se však i výjimky − u zástupců rodu Berardius mají zuby i samice, vorvaňovec Shepherdův má vedle předního páru plně funkční klasický chrup, a u zástupců rodu Hyperoodon pár zubů zůstává často neprořezaný. Z četných jizev na tělech samců lze vyvodit, že zuby mají důležitou funkci při rozepřích samců o přístup k samicím. Předpokládá se, že zuby jsou hlavně druhotným pohlavním znakem, jako je tomu např. v případě parohů u jelenů.
Trojúhelníková hřbetní ploutev bývá posazena ve dvou třetinách délky těla. Ocasní ploutev postrádá středový zářez, který je typický pro řadu jiných velkých kytovců. Hrudní ploutve jsou malé a zapadají do kapsovitých prohlubní na těle, což pomáhá s udržováním dobré hydrodynamiky při plavání pod vodou. Na hrdle se nachází pár oddělených hrdelních rýh ve tvaru písmene V, které pomáhají v expanzi hrdla při vsakování větší kořisti. Vorvaňovci se typicky krmí na různých desetiramenatcích jako jsou krakatice i další hlavonožci, což je velmi měkká kořist, která nepotřebuje být rozkousána. Vedle řezných jizev mohou mít i kulaté jizvy, které jsou patrně způsobeny žraločky brazilskými nebo parazity.

Kostry vybraných vorvaňovců
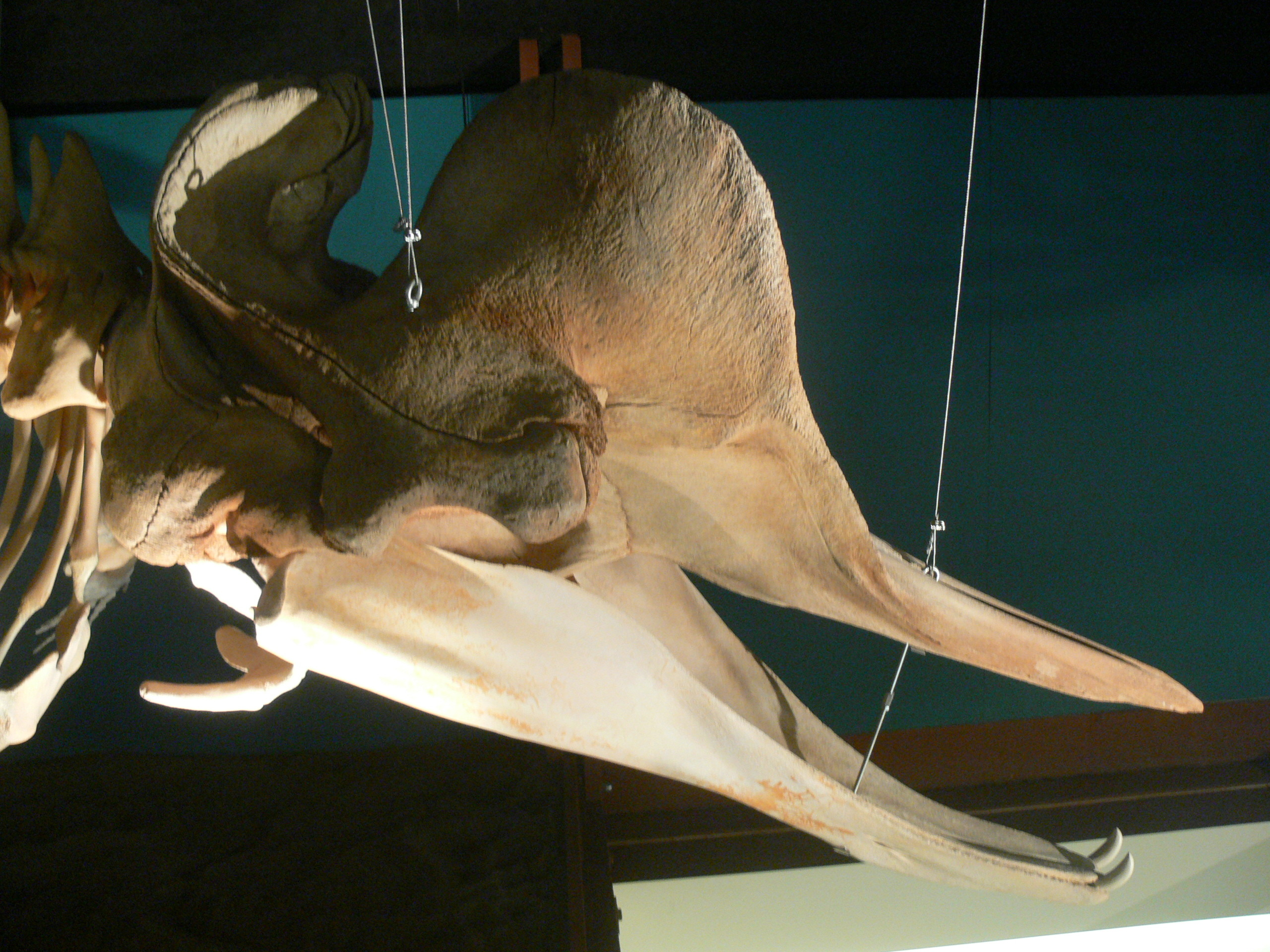
Lebka vorvaňovce anarnaka s patrným párem klů vyrůstajícím z dolní čelisti
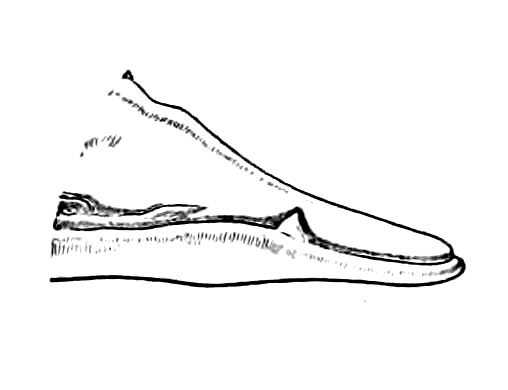
Náčrtek hlavy vorvaňovce severomořského s patrnými kly
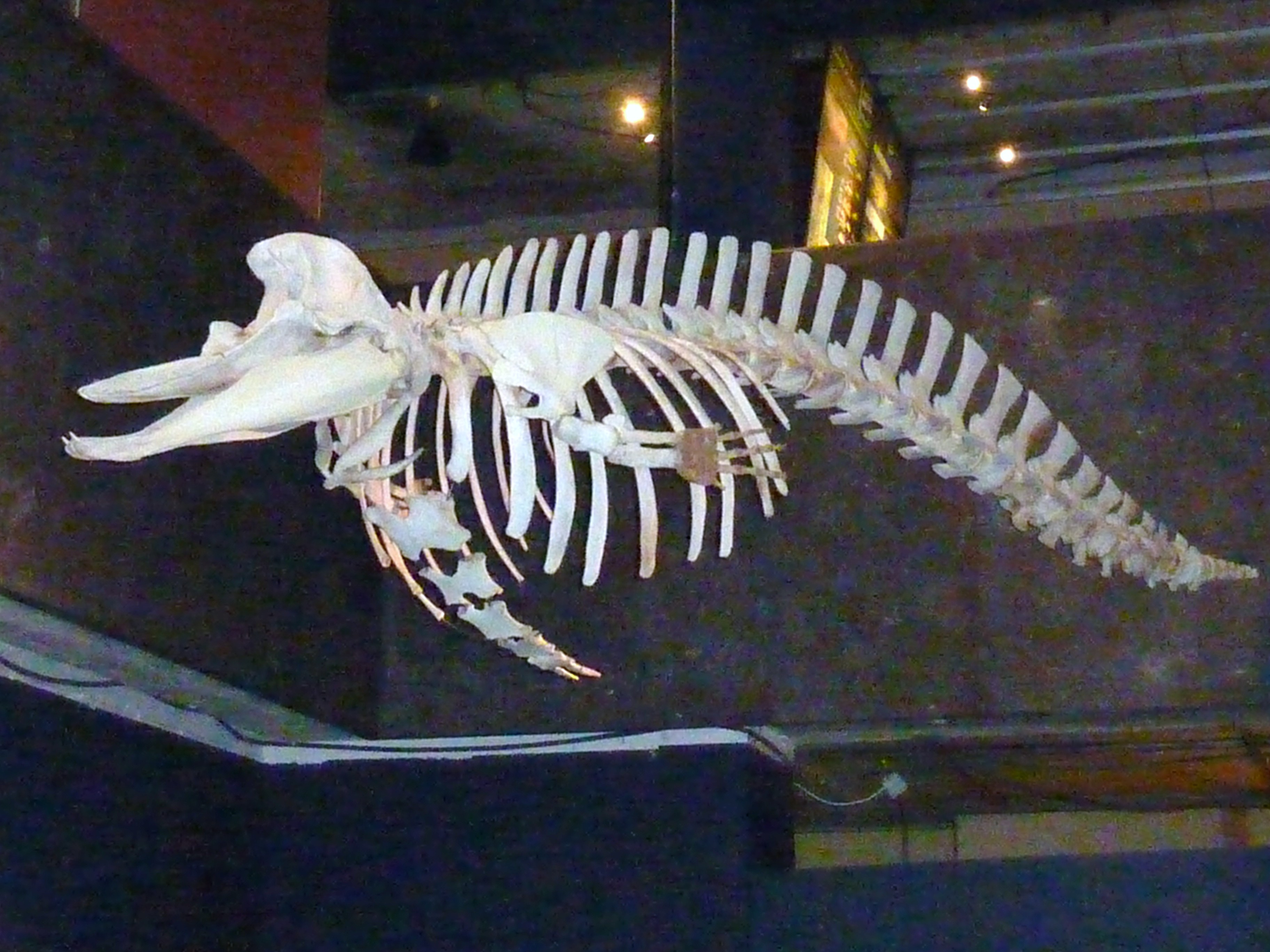
Kostra vorvaňovce zobatého

## Biologie

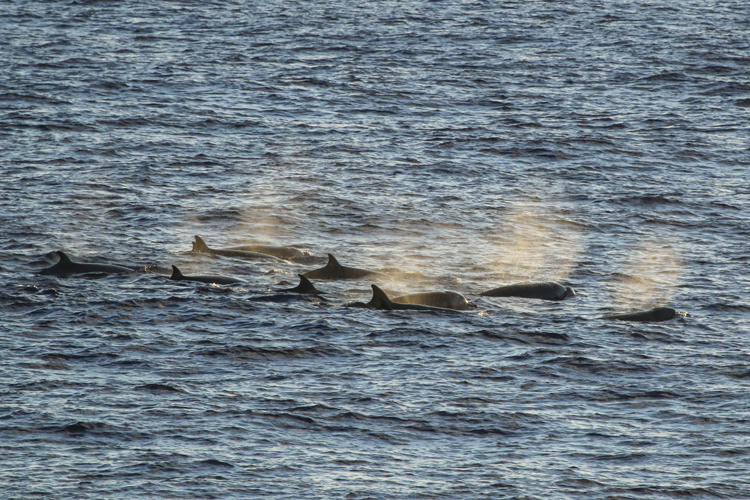
Stádo vorvaňovců Longmanových

Vzhledem ke skrytému způsobu života hluboko pod vodou a domnělé nízké početnosti se jedná o jednu z nejméně známých čeledí mezi všemi savci. Na moři jsou jen málokdy k vidění právě z důvodu jejich poměrně nevelké početnosti a dlouhotrvajících ponorů. Velká část informací o vorvaňovcích tak pochází z vyplavených těl a kosterních pozůstatků. U vorvaňovce Longmanova se ještě v roce 1984 uvádělo, že je znám pouze ze dvou nálezů lebek z let 1822 a 1955. K roku 2015 byly známy pouze dva nálezy vorvaňovců Mesoplodon traversi.
Dle častých pozorování samců s několika samicemi se předpokládá, že vorvaňovci jsou polygamní, tzn. samec se páří s více samicemi. Krmí se převážně hlubinnými desetiramenatci jako jsou krakatice a další hlavonožci, nicméně u některých druhů nebo populací představují důležitou složku jídelníčku i korýši a ryby. Vyskytují se samostatně nebo v menších skupinkách, občas ve větších stádech o 25–40 jedincích. U zástupců rodu Berardius mohou stáda dosahovat i 100 a více jedinců.

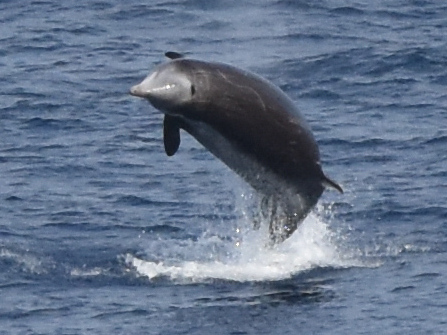
Vorvaňovec zobatý při výskoku z vody

Jedná se o výborné potápěče. K vorvaňovcovitým se dokonce řadí jedni z nejzdatnějších potápěčů mezi všemi savci. V tomto ohledu je savčím rekordmanem vorvaňovec zobatý s ověřenou hloubkou ponoru 2992 metrů. Pod vodou může vydržet až 3 hodiny a 42 minut. Díky svým vynikajícím potápěcím schopnostem tráví vorvaňovci většinu života pod vodou. Pokud se vorvaňovci nachází v sociální skupině, celá skupina se typicky ponoří i vynoří společně a zůstává pohromadě i pod vodou. Potravu hledají pomocí echolokace, kterou používají i pro navigaci. Echolokační zvuky při lovení kořisti připomínají velmi rychlé klikání a pohybují se ve frekvencích do 200 kHz. Echolokační navigační kliky mívají kolem 2–20 kHz.
Doba gestace se pohybuje kolem 12 měsíců, samice vrhá pouze jedno mládě, které již při narození dosahuje zhruba jedné třetiny délky samice. Mláďata se združují v blízkosti matky nejméně rok (mnohdy i několik let), než se potravně osamostatní. Pohlavní dospělosti dosahují snad kolem věku 10 let.

## Systematika
Čeleď formálně popsal britský zoolog John Edward Gray v roce 1821. K roku 2023 se rozlišovalo 24 druhů vorvaňovců, což z vorvaňovcovitých dělá druhou nejpočetnější čeleď kytovců hned po delfínovitých. Některé druhy byly přitom popsány až ve 21. století. Patří k nim vorvaňovec Berardius minimus z japonských, ruských a aljašských moří, který byl popsán teprve v roce 2019, nebo Mesoplodon eueu (popsán roku 2021) z chladných moří jižní polokoule. Zmíněných 24 druhů se dělí do 6 rodů:
- Rod: Berardius Duvernoy, 1851
  - vorvaňovec velký (Berardius bairdii) Stejneger, 1883
  - vorvaňovec Arnouxův (Berardius arnuxii) Duvernoy, 1851
  - Berardius minimus Yamada, Kitamura & Matsuishi, 2019[12]
- Rod: Hyperoodon Lacépède, 1804
  - vorvaňovec anarnak (Hyperoodon ampullatus) Forster, 1770
  - vorvaňovec plochočelý (Hyperoodon planifrons) Flower, 1882
- Rod: Indopacetus Moore, 1968
  - vorvaňovec Longmanův (Indopacetus pacificus) Longman, 1926
- Rod: Mesoplodon Gervais, 1850
  - vorvaňovec australský (Mesoplodon bowdoini) Andrews, 1908
  - vorvaňovec Gervaisův (Mesoplodon europaeus) (Gervais, 1855)
  - vorvaňovec japonský (Mesoplodon ginkgodens) Nishiwaki & Kamiya, 1958
  - vorvaňovec jižní (Mesoplodon hectori) (Gray, 1871)
  - vorvaňovec kalifornský (Mesoplodon carlhubbsi) Moore, 1963
  - vorvaňovec Layardův (Mesoplodon layardii) (Gray, 1865)
  - vorvaňovec malý (Mesoplodon grayi) Von Haast, 1876
  - vorvaňovec pacifický (Mesoplodon peruvianus) Reyes, Mead & Van Waerebeek, 1991
  - vorvaňovec Perrinův (Mesoplodon perrini) Baker, Baker, Dalemout, Van Helden & Mead, 2002
  - vorvaňovec severomořský (Mesoplodon bidens) (Sowerby, 1804)
  - vorvaňovec Stejnegerův (Mesoplodon stejnegeri) True, 1885
  - vorvaňovec tmavý (Mesoplodon mirus) True, 1913
  - vorvaňovec tropický (Mesoplodon densirostris) (de Blainville, 1817)
  - Mesoplodon eueu Carroll et al. 2021
  - Mesoplodon hotaula Thompson, 1963
  - Mesoplodon traversii Gray, 1874
- Rod: Tasmacetus Oliver, 1937
  - vorvaňovec Shepherdův (Tasmacetus shepherdi) (Oliver, 1937)
- Rod: Ziphius G. Cuvier, 1823
  - vorvaňovec zobatý (Ziphius cavirostris) G. Cuvier, 1823

Fosilní záznam vorvaňovců je bohatý, což je mimo jiné dáno vyzvednutím množství kosterních nálezů při rybolovu vlečnými sítěmi taženými (tralování) po dně moře. Nejstarší známá fosilie pochází z období miocénu a její stáří se odhaduje na 13−15 milionů let.

## Ohrožení
Vzhledem k velmi chabým znalostem o ekologii a biologii vorvaňovců je status drtivé většiny druhů nehodnocen pro nedostatek dat. Vzhledem ke skrytému způsobu života v hlubinách moře vorvaňovci v minulosti nebyli předmětem komerčních nájezdů velrybářů. Výjimku tvoří vorvaňovec anarnak, jehož populace zaznamenala dramatický pokles následkem drastických lovů na přelomu 19. a 20. století. Vorvaňovci jsou ohrožení interakcemi s komerčními rybářskými operacemi, požitím plastů i kompeticí s lidmi o potravní zdroje. Některé druhy jako vorvaňovec zobatý jsou známé masivními uvíznutími na mělčině, která mají souvislost s používáním dalekonosných, vysoce výkonných sonarů.